# Grotte de Lezaundi
La grotte de Lezaundi est un site archéologique situé dans la commune de Ergoiena (communauté forale de Navarre) dans la communauté du Pays basque en Espagne,. 
La grotte se trouve dans le massif d'Urbasa-Entzia. La piste qui relie les cols d'Urbasa et de Lizarraga est la meilleure façon d'y accéder, même s'il faut tenir compte de la difficulté de localiser un point dans cette chaîne de montagnes avec tant de zones aplaties au sommet, avec si peu de références verticales et tant de phénomènes karstiques.

## Historique
C'est la plus grande grotte de la chaîne de montagnes, à une altitude de 1 032 m et son origine semble être l'effondrement d'un grand gouffre, laissant une corniche de pierre semi-circulaire recouvrant une dépression circulaire. En bas se trouve l'entrée de la grotte.
La corniche mesure environ 70 m de long et près de  30 m de haut. L'entrée de la grotte est large, sa longueur est d'environ 450 m et la pente totale est d'environ  30 m. 
Elle est située dans une zone d'estive. Dans ses environs, il existe d'abondants vestiges de bâtiments pastoraux, formant même des groupements, comme dans le cas des cabanes d'Arbitzu. Les plus proches sont utilisés par les bergers d'Etxarri-Aranatz. L'intérieur de la grotte et la descente ont été utilisés comme abris pour le bétail.
Le groupe de spéléologues Arrastakan d'Etxarri a réalisé la première visite scientifique, collectant plusieurs fragments de poterie artisanale que José Miguel de Barandiarán Ayerbe attribuait à l'âge du bronze ou l'âge du fer. Des vestiges de l'époque romaine ont ensuite été retrouvés à proximité.